# Canadá nos Jogos Olímpicos de Verão de 1960
O Canadá competiu nos Jogos Olímpicos de Verão de 1960, realizados em Roma, Itália.